# Hou Yifan
Hou Yifan (Xinghua, Jiangsu; 27 de febrero de 1994) es una ajedrecista china que posee el título de Gran Maestro. Ha ostentado el título de campeona mundial de ajedrez femenino en varias oportunidades, la más reciente al vencer a Mariya Muzychuk por 6-3 en el encuentro disputado en Lviv, Ucrania, entre el 1 y 18 de marzo de 2016. De acuerdo con la lista de Elo de la FIDE publicada de ranking femenino en 2018, tiene un puntaje de 2657, siendo la tercera mujer que supera los 2600 puntos. Este puntaje le permite ocupar el primer lugar entre las ajedrecistas menores de veinticinco años y, a pesar de su corta edad, el segundo a nivel femenino, siendo superada solo por Judit Polgár y por delante de Humpy Koneru.

## Carrera

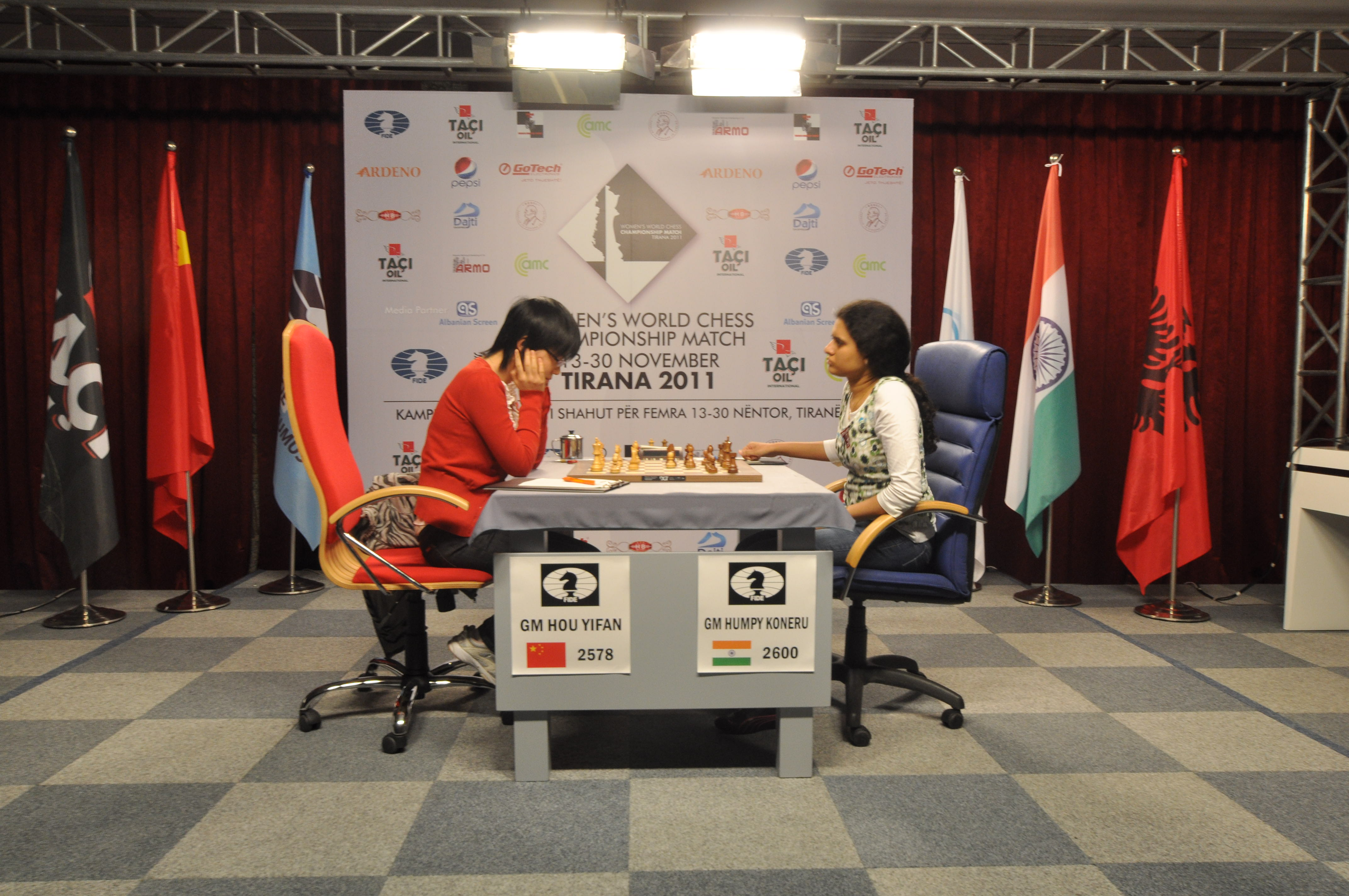
Hou Yifan enfrenta a Humpy Koneru, en el Campeonato Mundial de Ajedrez Femenino de 2011

### Infancia
Aprendió a jugar a los 3 años y empezó a jugar regularmente ajedrez a los seis años. Su primer gran resultado fue en el Campeonato mundial de Chicas Sub-10, donde se coronó campeona. A la edad de doce años, participó del Campeonato mundial femenino por primera vez, donde quedó eliminada luego de vencer a Nadezhda Kosintseva y Natalia Zhukova. Al año siguiente, se convirtió en la jugadora más joven en ser la Campeona Nacional de China. Es la mujer más joven de la historia en conseguir el título de Gran Maestro, que le fue otorgado en agosto de 2008 a los 14 años y 7 meses, rompiendo el récord de Judit Polgár y siendo la GM más joven del mundo en ese entonces. Ese mismo año, en el Campeonato del Mundo Femenino disputado del 28 de agosto al 18 de septiembre en Nalchik, la capital de Kabardino-Balkaria (Rusia), Hou Yifan llegó a la final, instancia en la cual perdió ante la rusa Aleksandra Kosteniuk por un marcador de 2.5 a 1.5.

### Campeonato del mundo
Una nueva oportunidad de ganar el Campeonato del mundo se presentó en 2010. En ese entonces, Hou era la número 2 del ranking mundial, sólo detrás de Humpy Koneru. En esta oportunidad, el 24 de diciembre de 2010 Hou Yifan se convierte en campeona del mundo al derrotar a Koneru en semifinales y en las partidas de desempate de la final a su compatriota Ruan Lufei, y con esto logra batir la marca de campeona del mundo más joven de la historia, tanto varonil como femenil, con tan solo dieciséis años de edad.
En noviembre de 2011 Hou defendió exitosamente su título de campeona mundial femenina en Tirana, Albania, contra  la retadora Humpy Koneru. Hou ganó 3 partidas y empató 5 en el encuentro pactado a 10 juegos. Perdió su título contra Anna Ushenina al año siguiente, luego de quedar eliminada en la segunda ronda del campeonato mundial. Sin embargo, como campeona del Grand Prix, disputó el título en condición de retadora al año siguiente, donde venció a Ushenina 5,5-1,5.
En 2015, Hou se ausentó de participar en el campeonato del mundo para atender un torneo en Hawái. Este año Mariya Muzychuk fue coronada campeona del mundo. Al año siguiente, luego de ganar nuevamente el ciclo del Grand Prix, retó a Muzychuk por el título por última vez, donde se consagró campeona del mundo por 4.ª vez. Hou no volvería a disputar un campeonato femenino nuevamente luego de expresar su descontento con el formato de este, que a lo largo de los años ha variado entre un sistema de llaves y un encuentro entre la campeona vigente y la retadora.

### Fuera del circuito femenino
Hou Yifan se ha caracterizado por ser de las pocas jugadoras en competir fuera del circuito femenino. Luego de su retiro como campeona del mundo, Hou se ha dedicado a participar casi exclusivamente en campeonatos absolutos. Sus mejores resultados han sido un segundo lugar en el Abierto de Gibraltar y el primer lugar en el Torneo de Biel en 2017, por delante de jugadores por encima de los 2700 puntos Elo. Estos resultados le permitieron distanciarse de las demás jugadoras en el ranking, las cuales muchas no suelen alcanzar la marca de los 2600 Elo.

## Actualidad
En la actualidad, Hou es una jugadora semirretirada. Desde 2012, Hou ha estudiado en las universidades de Pekín, donde obtuvo un máster en Política Pública, y Oxford. Ella ha expresado que el ajedrez es sólo un pasatiempo para ella, y que quiere perseguir una vida más allá del tablero. En 2020, fue nombrada profesora en la Universidad de Shenzen, siendo la docente más joven en obtener esta distinción.